# Ongarue
Ongarue ou Ōngarue est une localité rurale située dans le district de Ruapehu de la région de Manawatu-Wanganui dans l’île du Nord de la Nouvelle-Zélande.

## Situation
Elle est localisée au sud de la ville de Te Kuiti et Waimiha, et au nord de celle de Taumarunui.

## Installations
Le  secteur possède 2 maraes locaux:
- Le Marae de Te Kōura et la maison de rencontre Te Karohirohi sont affiliés avec les Ngāti Maniapoto du hapū des Pahere (en), et avec Te Āwhitu (en) [1] ,[2].

- Le Marae de Te Rongaroa et la maison de rencontre de Ko Uehaeroa sont affiliés avec les Ngāti Maniapoto du hapū des Raerae (en) et des Rōrā (en)[1],[2].